# KiKA
KiKA는 독일의 두 공영 방송인 ARD와 ARD의 지역방송, 그리고 ZDF와 연합하여 개국한 비영리 어린이 채널이다. 독일 튀링겐주 에르푸르트에 본사를 두고 있다. 정식 채널명은 Der KinderKAnal von ARD und ZDF이며 이는 "ARD와 ZDF가 보내드리는 어린이 채널"이란 뜻이다. 방송 시간은 중앙유럽 표준시 기준으로 오전 6시부터 오후 9시까지 방송된다.
KiKA는 1995년 10월 6일에 개국된 채널 'Clubhouse'를 대체하여 1997년 1월 1일에 킨더카날(Der Kinderkanal)이란 이름으로 방송을 시작하였다. 1998년 이후에는 Arte와 채널을 공유하였으며, 2000년 2월 2일부터 'KI.KA'란 명칭을 사용하기 시작하다가 2012년 2월 14일 로고 변경과 함께 현재의 'KiKA'가 되었다.

## 프로그램
- Bernd das Brot

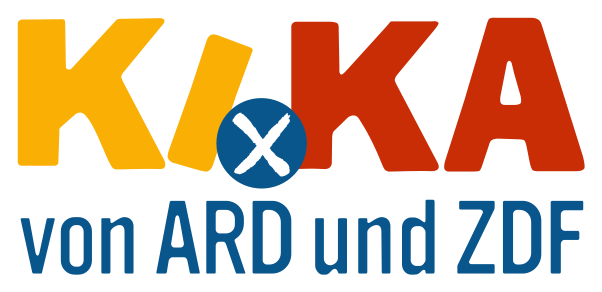
KiKA의 2008년~2012년 로고

- Die Sendung mit der Maus
- Sandmännchen : 스톱 모션 방식으로 만든 애니메이션으로. 1959년에 서독의 자유 베를린 방송에서 처음 방송을 시작하였고, 이후 동독 국영 방송 DFF에서도 별도로 제작하여 방송하였으나, 통일 이후 DFF 제작판이 계승되어 현재 베를린-브란덴부르크 방송에서 제작하고, KiKA, rbb, mdr에서 방송된다.